# Initiativ
Initiativ (lat. initium, begyndelse), et begreb i forbindelse med at tage beslutninger, evnen til at igangsætte tiltag samt tilskyndelse til at foretage en handling.
I politisk betydning kan det være retten til at forelægge et forslag medens det i krig, sport og spil kan det være bestemmelsesretten til at fastlægge hvilke midler som skal anvendes,
| Samfund | Spire Denne samfundsartikel er en spire som bør udbygges. Du er velkommen til at hjælpe Wikipedia ved at udvide den. |